# Rupert Butler
Rupert Butler (* 18. Januar 1933) ist ein englischer Journalist, der sich besonders auch mit dem Nationalsozialismus in Deutschland auseinandersetzt. 
Bekannt ist vor allem sein 1983 veröffentlichtes Buch Legions of Death. In diesem gibt er unter anderem an, dass der Kommandant des Konzentrationslagers Auschwitz Rudolf Höß vor seinen Aussagen über die dortige Vernichtung von Juden, die auch in dem Nürnberger Prozess gegen die Hauptkriegsverbrecher verwandt wurden, gefoltert worden sei.
Obwohl Butler im antinazistischen Sinn schreibt, wird dieses Buch und diese Textstelle von Holocaustleugnern als Quelle angegeben, um die Tatsache der Judenvernichtung in Auschwitz zu bestreiten, weil sie unter Folter zu Stande gekommen sei. Aufgrund dieser Verwendung steht Butlers Buch selbst in der Kritik: Die Website Holocaust-Referenz attestiert Butlers Buch „keine hohe Beweiskraft“, weil es „weitgehend darauf verzichte, Behauptungen durch Quellennachweise“ zu verifizieren. Das Nizkor-Projekt beschreibt Butlers Buch als „reißerisch“.

## Publikationen
Seine Bücher erscheinen auf Englisch und werden teilweise in andere Sprachen übersetzt.
- Emmeline Pankhurst (As They Saw Them). London. George G. Harrap & Co. Ltd. 1970 ISBN 0-245-59970-3.
- The French Revolution (As They Saw Them). London. George G. Harrap & Co. Ltd. 1975 ISBN 0-245-52137-2.
- Assassin. London. Robert Hale Ltd. 1986. ISBN 0-7090-2244-1.
- The Black Angels: A History of the Waffen-SS. New York. St Martin's Press. 1979.
- Hand of Steel. The Story of the Commandos. London. Hamlyn Pbs. 1980 ISBN 0-600-38387-3.
- Legions of Death: The Nazi Enslavement of Eastern Europe. London. Hamlyn Pbs. 1983.
- Gestapo. The truth behind the evil legend. London. Arrow Books. 1984 ISBN 0-09-938710-7.
- Curse of the Death's Head. London. Arrow Books. 1985 ISBN 0-09-942760-5.
- Hitler's young Tigers: The chilling true story of the Hitler Youth. London. Arrow Books. 1986 ISBN 0-09-942450-9.
- Cross of Iron: The Nazi Enslavement of Western Europe. London. Arrow Books. 1989.
- A Illustrated History of the Gestapo. London-Shepperton: Ian Allan Pub. 1992.
- Illustrierte Geschichte der Gestapo. Bechtermünz-Verlag. Augsburg. 1996 ISBN 3-86047-163-5.
- Hitler's Jackals. Barnsley, UK. Pen and Sword Books Ltd, 1998 ISBN 0-85052-593-4.
- SS-Leibstandarte: The History of the First SS Division 1934–45. Staplehurst, UK. Spellmount Ltd. 2001.
- SS-Wiking: The History of the Fifth SS Division, 1941–45. Havertown, PA. Casemate. 2002 ISBN 1-932033-04-1.
- SS Hitlerjugend: An Illustrated History of the 12th SS Division, 1943–45. Staplehurst, UK. Spellmount Publishers. 2003 ISBN 1-86227-193-3.
- The Gestapo: A History of Hitler's Secret Police. Barnsley, UK. Leo Cooper Ltd. 2004 ISBN 1-84415-015-1.
- Legions of Death: The Nazi Enslavement of Europe. Barnsley, UK. Pen and Sword Books Ltd. 2004.
- Hitler's Death's Head Division: SS-Totenkopf Division. Barnsley, UK. Leo Cooper Ltd. 2004 ISBN 1-84415-205-7.
- Die Gestapo: Hitlers Geheimpolizei 1933–1945. Kaiser. Klagenfurt. 2004 ISBN 3-7043-5044-3.
- Stalin's Instruments of Terror: KGB, CHEKA, NKVD, OGPU from 1913 to 1953. Staplehurst, UK. Spellmount Publishers Ltd. 2006 ISBN 1-86227-350-2.
- La Gestapo / The Gestapo: La historia de la policia secreta de Hitler 1933–1945 / A History of Hitler's Secret Police 1933–1945. Editorial Diana Sa. 2006 ISBN 968-13-4134-1.
- La Gestapo. Libsa, Editorial S.A. 2006 ISBN 84-662-1250-7.